# Surfing Soweto
Pour plus de détails, voir Fiche technique et Distribution.
Surfing Soweto est un documentaire sud-africain réalisé en 2010.

## Synopsis
Surfing Soweto raconte l’histoire d’une génération oubliée, celle de Bitch Nigga, Lefa et Mzembe. Ces trois surfeurs de trains de Soweto appartiennent à une génération de jeunes exclus, nés au moment de l’abolition de l’apartheid, dans le déchaînement de promesses qui en a découlé. Pourtant, ces jeunes, dépourvus des connaissances et des ressources nécessaires, n’ont pas bénéficié de ces nouvelles libertés. Surfing Soweto les montre surfant sur le toit des trains, esquivant des câbles électriques qui pourraient leur être fatals, mais aussi dans l’intimité de leur foyer, avec leur famille.

## Fiche technique
- Réalisation : Sara Blecher
- Production : Sara Blecher
- Scénario : Justine Loots
- Image : Dudley Saunders
- Montage : Karyn Bosch
- Musique : Phillip Miller

## Récompenses
- Tri-Continental 2010